# Yoshinori Sakai
Yoshinori Sakai (坂井 義則?, Sakai Yoshinori; Miyoshi, 6 agosto 1945 – Tokyo, 10 settembre 2014) è stato un velocista e giornalista sportivo giapponese.
Nel 1964 è stato l'ultimo tedoforo ai Giochi Olimpici di Tokyo, alle quali però non partecipò come atleta: fu scelto in quanto simbolo della ricostruzione giapponese del secondo dopoguerra perché nato nei pressi di Hiroshima il giorno del bombardamento atomico sulla città.

## Biografia
Dopo l'esperienza ai Giochi olimpici, vinse una medaglia d'oro nella staffetta 4×400 metri ai Giochi asiatici del 1966 disputatisi a Bangkok. Durante la stessa competizione si aggiudicò anche la medaglia d'argento nei 400 metri piani.
Dal 1968 ha lavorato come giornalista sportivo per l'emittente televisiva giapponese Fuji Television.

## Palmarès
| Anno | Manifestazione  | Sede    | Evento            | Risultato | Prestazione | Note |
| ---- | --------------- | ------- | ----------------- | --------- | ----------- | ---- |
| 1966 | Giochi asiatici | Bangkok | 400 m             | Argento   |             |      |
| 1966 | Giochi asiatici | Bangkok | Staffetta 4×400 m | Oro       |             |      |